# Cadenet
Pour les articles homonymes, voir Cadenet (homonymie).
Cadenet est une commune française située dans le département de Vaucluse, en région Provence-Alpes-Côte d’Azur.
Ses habitants sont appelés les Cadenétiens.

## Géographie
Cadenet est un village surplombant la vallée de la Durance, situé sur le versant sud du massif du Luberon, à 57 km au sud-est d’Avignon, 59 km au nord de Marseille et 616 km à vol d’oiseau de Paris.
Il fait partie de l'aire urbaine de Cadenet.
| Lourmarin                              | Vaugines | Ansouis                                |
| Puyvert                                | Cadenet  | Villelaure                             |
| La Roque-d'Anthéron (Bouches-du-Rhône) |          | Saint-Estève-Janson (Bouches-du-Rhône) |

### Accès
On y accède, depuis Lourmarin au nord, par la route départementale D 943. La route départementale D 943 traverse le sud du village sur un axe est-ouest et permet de le relier, à l’ouest, à Lauris et, à l’est, à Villelaure et Pertuis. Les routes départementales D 43, D 59, D 118 et D 139 passent aussi sur la commune.
Une voie ferrée traverse la commune sur un axe est-ouest dans la plaine située au sud du village. Il s'agit de la ligne de Cheval-Blanc à Pertuis. Elle n'est plus actuellement ouverte aux voyageurs.

### Relief et géologie
Le village est situé sur une colline surplombant la vallée de la Durance, au sud du massif du Luberon, massif montagneux formé de terrains du secondaire (Crétacé inférieur). Plusieurs autres collines se situent à l’est de celle-ci, dont celle du Castellar.
Plaine alluvionnaire de la Durance au Sud.
La commune fait partie du périmètre de la réserve naturelle géologique du Luberon, en raison de la proximité à des sites fossilifères exceptionnels.

### Sismicité
Les cantons de Bonnieux, Apt, Cadenet, Cavaillon et Pertuis sont classés en zone Ib (risque faible). Tous les autres cantons du département de Vaucluse sont classés en zone Ia (risque très faible). Ce zonage correspond à une sismicité ne se traduisant qu’exceptionnellement par la destruction de bâtiments.

### Hydrographie
La Durance borde la commune au sud et sert de limite naturelle entre le Vaucluse et les Bouches-du-Rhône. C'est une rivière dite « capricieuse » et autrefois redoutée pour ses crues (elle était appelée le 3e fléau de la Provence) aussi bien que pour ses étiages, la Durance est une rivière à la fois alpine et méditerranéenne à la morphologie bien particulière.
Torrent de Laval.
Nombreuses « mines », sources sous forme de collecteurs d’eau creusés dans le roc et réseau d’irrigation importan, les roubines.
La commune a connu de 1986 à 1994 six inondations et coulées de boue, ainsi qu'une grosse tempête qui ont été reconnues catastrophes naturelles avec publication d'un arrêté de reconnaissance de catastrophe naturelle au Journal Officiel.
| Type de catastrophe                                   | Début             | Fin               | Arrêté           | Parution au J.O. |
| ----------------------------------------------------- | ----------------- | ----------------- | ---------------- | ---------------- |
| Tempête                                               | 6 novembre 1982   | 10 novembre 1982  | 30 novembre 1982 | 2 décembre 1982  |
| Inondations, coulées de boue et glissement de terrain | 23 août 1984      | 23 août 1984      | 16 octobre 1984  | 24 octobre 1984  |
| Inondations et coulées de boue                        | 26 août 1986      | 26 août 1986      | 17 octobre 1986  | 26 novembre 1986 |
| Inondations et coulées de boue                        | 16 juillet 1987   | 17 juillet 1987   | 15 octobre 1987  | 30 octobre 1987  |
| Inondations et coulées de boue                        | 22 septembre 1993 | 24 septembre 1993 | 29 novembre 1993 | 15 décembre 1993 |
| Inondations et coulées de boue                        | 6 janvier 1994    | 12 janvier 1994   | 8 mars 1994      | 24 mars 1994     |
| Inondations et coulées de boue                        | 4 novembre 1994   | 6 novembre 1994   | 21 novembre 1994 | 25 novembre 1994 |
| Inondations et coulées de boue                        | 4 novembre 1994   | 6 novembre 1994   | 21 novembre 1994 | 25 novembre 1994 |

### Climat
Pour des articles plus généraux, voir Climat de Provence-Alpes-Côte d'Azur et Climat de Vaucluse.
En 2010, le climat de la commune est de type climat méditerranéen franc, selon une étude du Centre national de la recherche scientifique s'appuyant sur une série de données couvrant la période 1971-2000. En 2020, Météo-France publie une typologie des climats de la France métropolitaine dans laquelle la commune est exposée à un climat méditerranéen et est dans la région climatique  Provence, Languedoc-Roussillon, caractérisée par une pluviométrie faible en été, un très bon ensoleillement (2 600 h/an), un été chaud (21,5 °C), un air très sec en été, sec en toutes saisons, des vents forts (fréquence de 40 à 50 % de vents > 5 m/s) et peu de brouillards. 
Pour la période 1971-2000, la température annuelle moyenne est de 13,6 °C, avec une amplitude thermique annuelle de 17 °C. Le cumul annuel moyen de précipitations est de 691 mm, avec 5,9 jours de précipitations en janvier et 2,4 jours en juillet. Pour la période 1991-2020, la température moyenne annuelle observée sur la station météorologique installée sur la commune est de 14,4 °C et le cumul annuel moyen de précipitations est de 703,0 mm. 
La température maximale relevée sur cette station est de 44,3 °C, atteinte le 28 juin 2019 ; la température minimale est de −12,7 °C, atteinte le 12 février 2012,,. 
| Mois                                  | jan.          | fév.           | mars          | avril         | mai           | juin          | jui.          | août          | sep.          | oct.          | nov.          | déc.          | année      |
| ------------------------------------- | ------------- | -------------- | ------------- | ------------- | ------------- | ------------- | ------------- | ------------- | ------------- | ------------- | ------------- | ------------- | ---------- |
| Température minimale moyenne (°C)     | 1             | 0,9            | 3,7           | 6,6           | 9,9           | 13,8          | 16            | 15,4          | 12,2          | 9             | 4,9           | 1,6           | 7,9        |
| Température moyenne (°C)              | 5,9           | 6,7            | 10            | 13,2          | 16,8          | 21,4          | 24            | 23,5          | 19,5          | 15,1          | 10,1          | 6,6           | 14,4       |
| Température maximale moyenne (°C)     | 10,9          | 12,5           | 16,3          | 19,8          | 23,7          | 28,9          | 32            | 31,6          | 26,9          | 21,3          | 15,3          | 11,5          | 20,9       |
| Record de froid (°C) date du record   | −9 19.01.17   | −12,7 12.02.12 | −5,2 22.03.18 | −3,3 04.04.22 | 0,5 07.05.19  | 6,5 04.06.13  | 8,8 31.07.15  | 7,7 08.08.12  | 3,3 17.09.17  | −4,5 23.10.07 | −9,2 18.11.07 | −9,3 16.12.10 | −12,7 2012 |
| Record de chaleur (°C) date du record | 20,3 10.01.15 | 22,6 28.02.19  | 25,2 30.03.12 | 28,2 21.04.18 | 34,8 24.05.09 | 44,3 28.06.19 | 39,3 31.07.17 | 42,6 23.08.23 | 35,5 10.09.23 | 31,8 08.10.23 | 25,2 14.11.23 | 21 30.12.21   | 44,3 2019  |
| Précipitations (mm)                   | 54,3          | 44,2           | 48            | 60            | 66,4          | 43,3          | 22,9          | 36,5          | 58,4          | 91,8          | 112,8         | 64,4          | 703        |

| Diagramme climatique                                  |             |           |           |             |              |          |              |              |           |              |             |
| J                                                     | F           | M         | A         | M           | J            | J        | A            | S            | O         | N            | D           |
| 10,9154,3                                             | 12,50,944,2 | 16,33,748 | 19,86,660 | 23,79,966,4 | 28,913,843,3 | 321622,9 | 31,615,436,5 | 26,912,258,4 | 21,3991,8 | 15,34,9112,8 | 11,51,664,4 |
| Moyennes : • Temp. maxi et mini °C • Précipitation mm |             |           |           |             |              |          |              |              |           |              |             |

Les paramètres climatiques de la commune ont été estimés pour le milieu du siècle (2041-2070) selon différents scénarios d'émission de gaz à effet de serre à partir des nouvelles projections climatiques de référence DRIAS-2020. Ils sont consultables sur un site dédié publié par Météo-France en novembre 2022.

## Urbanisme

### Typologie
Au 1er janvier 2024, Cadenet est catégorisée bourg rural, selon la nouvelle grille communale de densité à sept niveaux définie par l'Insee en 2022.
Elle appartient à l'unité urbaine de Cadenet, une agglomération intra-départementale regroupant cinq  communes, dont elle est ville-centre,,. Par ailleurs la commune fait partie de l'aire d'attraction de Marseille - Aix-en-Provence, dont elle est une commune de la couronne,. Cette aire, qui regroupe 115 communes, est catégorisée dans les aires de 700 000 habitants ou plus (hors Paris),.

### Occupation des sols
L'occupation des sols de la commune, telle qu'elle ressort de la base de données européenne d’occupation biophysique des sols Corine Land Cover (CLC), est marquée par l'importance des territoires agricoles (64,2 % en 2018), en diminution par rapport à 1990 (65,8 %). La répartition détaillée en 2018 est la suivante : 
zones agricoles hétérogènes (30,6 %), forêts (26,6 %), cultures permanentes (23,2 %), terres arables (10,3 %), zones urbanisées (7,1 %), espaces ouverts, sans ou avec peu de végétation (1,1 %), eaux continentales (1 %). L'évolution de l’occupation des sols de la commune et de ses infrastructures peut être observée sur les différentes représentations cartographiques du territoire : la carte de Cassini (XVIIIe siècle), la carte d'état-major (1820-1866) et les cartes ou photos aériennes de l'IGN pour la période actuelle (1950 à aujourd'hui).

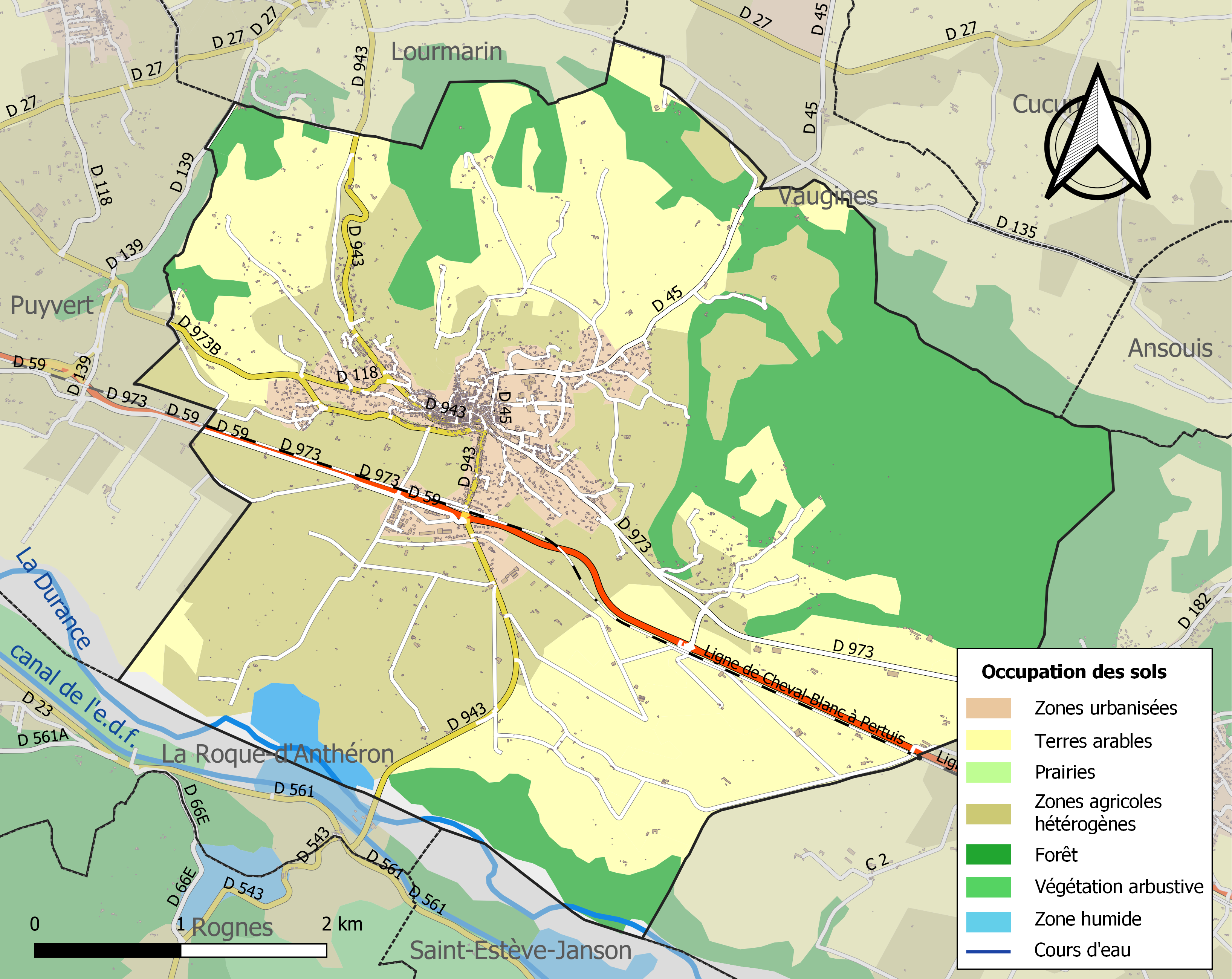
Carte des infrastructures et de l'occupation des sols de la commune en 2018 (CLC).

### Morphologie urbaine
La répartition des sols de la commune est la suivante (donnée pour un total de) :
| Type d'occupation | Pourcentage | Superficie (en hectares) |
| ----------------- | ----------- | ------------------------ |
| Zones urbaines    | 7,10 %      | 183,61                   |
| Zones agricoles   | 60,63 %     | 1 568,66                 |
| Zones naturelles  | 31,68 %     | 819,74                   |
| Total             | 100 %       | 1 761,51                 |

Les zones naturelles sont principalement formées par les forêts méditerranéennes couvrant le petit Luberon. Les zones agricoles sont formées de vergers de fruitiers (oliviers, amandiers, etc), des champs de lavandin et des vignes (AOC Côtes du Luberon).

### Logement
Dépôts de permis de construire sur dix mois de 2006 : 82 permis déposés et 98 déclarations de travaux.
Ces chiffres montrent une urbanisation importante sur le secteur.

## Toponymie
Le nom de la localité est attesté sous la forme Cadaneto ou Cadenato au Xe siècle, de Cataneto en 1037.
Cadenet est issu de l'occitan Cadanet, toponyme basé sur le bas latin catanus « genévrier » , suivi du suffixe collectif -etum. D'où le sens global « ensemble de genévriers ». Le radical du mot (cada « sorte de genévrier ») est sans doute pré-celtique étant donné son aire de répartition et son absence de cognat dans les langues celtiques. Sans doute le lieu était-il propice à la croissance de cet arbuste dont on tire une huile, appelée huile de cade.

## Histoire
Le territoire de la commune fut, durant la Protohistoire, le site de la tribu des Caudellenses (Cavares).
La présence d’un important oppidum sur la colline du Castellar, l'oppidum du Castellar, fait de Cadenet la première capitale du pays d'Aigues à l’époque pré-romaine.

### Moyen Âge
Au VIIIe siècle, des invasions sarrasines détruisirent complètement la bourgade.
L’agglomération médiévale se forma, elle, autour d’un château élevé sur une autre colline dans le courant du XIe siècle, par le seigneur Rostaing de Cadenet. Stratégiquement placé sur son promontoire rocheux dominant la vallée Durance, le château de Cadenet traversa du Moyen Âge à l’époque moderne de nombreuses vicissitudes. Bien que plusieurs fois reconstruit, il n’en reste aujourd’hui que des ruines de différentes périodes. Autour de ce lieu s’établit un embryon d’habitat troglodytique dans les falaises. Elle profite du lieu de passage sur la Durance, établi à Gontard (rive opposée) : un bac permettant de traverser la Durance est attesté en 1037.
De 1075 au XVe siècle, l’abbaye Saint-André de Villeneuve-lès-Avignon y possède le prieuré Sancta Maria ad Veirunas (actuelle Notre-Dame-des-Anges, en ruines), qui appartenait auparavant à Saint-Victor de Marseille.
Cadenet relevait du comté de Forcalquier au XIIe siècle. En 1165, les comtes de Provence-Toulouse et de Provence-Barcelone, alliés contre le comte de Forcalquier, assiégèrent et prirent la ville. Le fils du seigneur, âgé de cinq ans, est emmené en captivité à Toulouse, où il est élevé comme troubadour. Ce troubadour est connu sous le nom de Baguas ou comme Ellian Cadenet. En 1173, l’abbaye Saint-Victor de Marseille établit un prieuré sur l’emplacement actuel de l’église Saint-Étienne et y annexa le prieuré Saint-Jean de Fanabrégol.
Lorsque le comté de Forcalquier perd son indépendance en 1209, à la mort de Guillaume II, un de ses neveux, Guillaume de Sabran tente de le relever. Après une lutte de dix ans, il passe un accord à Meyrargues le 29 juin 1220 avec Raimond Bérenger IV, comte de Provence et lui aussi héritier du comté de Forcalquier. Par cet accord, la moitié sud du comté, dont Cadenet, lui est donnée, et en fait partie jusqu'à sa mort, vers 1250.
En 1280, Louis Amat, seigneur de Puivert, du Puget et de La Roque d'Antheron, coseigneur de Lauris en Provence, habitant Cadenet, fonda dans l'église paroissiale de ce lieu la chapelle Saint-Étienne ; il fit son testament le 30 mars 1280 et élut sa sépulture dans la chapelle qu'il avait fondée.
Au début du XIVe siècle, Pierre de Cadenet est seigneur de Cadenet et maître rational (contrôleur et juge des comptes publics : cf. Thierry Pécout : Les maîtres rationaux angevins en Provence) de 1344 à 1351. Bertrand de Cadenet (?-1360) fut probablement son fils. Le 2 novembre 1356, Jacques de Ceva, noble originaire de Cadenet, acheta à Pierre d'Alamanon, seigneur de Rognes, pour 1 000 florins d'or de Florence, la moitié des droits de la nau (barque) et du port de Cadenet. Carliste (partisan des Anjou-Durazzo Charles et Charles), il vit ses biens (dont les châteaux de Cadenet, Lauris et le Puget) confisqués par le sénéchal puis restitués à ses fils après sa mort. 
Lors de la crise ouverte par la mort de la reine Jeanne Ire (d'Anjou-Naples-Provence) (dite guerre de l’Union d'Aix, de 1382 à 1387), la communauté de Cadenet est plutôt favorable à la dynastie de Valois-Anjou, seul le curé prenant le parti de Charles de Duras.
1393, le vicomte Raymond de Turenne, surnommé le « fléau de la Provence », brûle et dévaste la région.

### La période moderne
Le canton de Cadenet a été offert par Louis XIV à Honoré d’Albert, marquis de Cadenet pendant son règne.
Ce dernier était le créateur de la fameuse coiffure qu’on portait à la cour : les cadenettes. La seigneurie de Cadenet passe aux Oraison, puis aux Ancézune de Caderousse en 1699, et enfin en 1778 à Omer de Valbelle, marquis de Valbelle (1767), Tourves, Rians et Monfuron, vicomte de Cadenet.

### La période contemporaine
Cadenet retrouva, dans la première moitié du XIXe siècle une prospérité fondée sur le développement de l’artisanat — de nombreux ateliers de vannerie s’installèrent, travaillant l’osier cultivé dans la vallée de la Durance.
L’achèvement de la mise en culture de la plaine favorisa la promotion du village au rang de chef-lieu de canton.

#### La Seconde Guerre mondiale
La commune a été décorée, le 11 novembre 1948, de la Croix de guerre 1939-1945.

### Héraldique
| Blason de Cadenet | Les armes peuvent se blasonner ainsi : D’azur aux trois colombes d’argent. Devise : caudelem |

## Politique et administration

### Tendances politiques et résultats

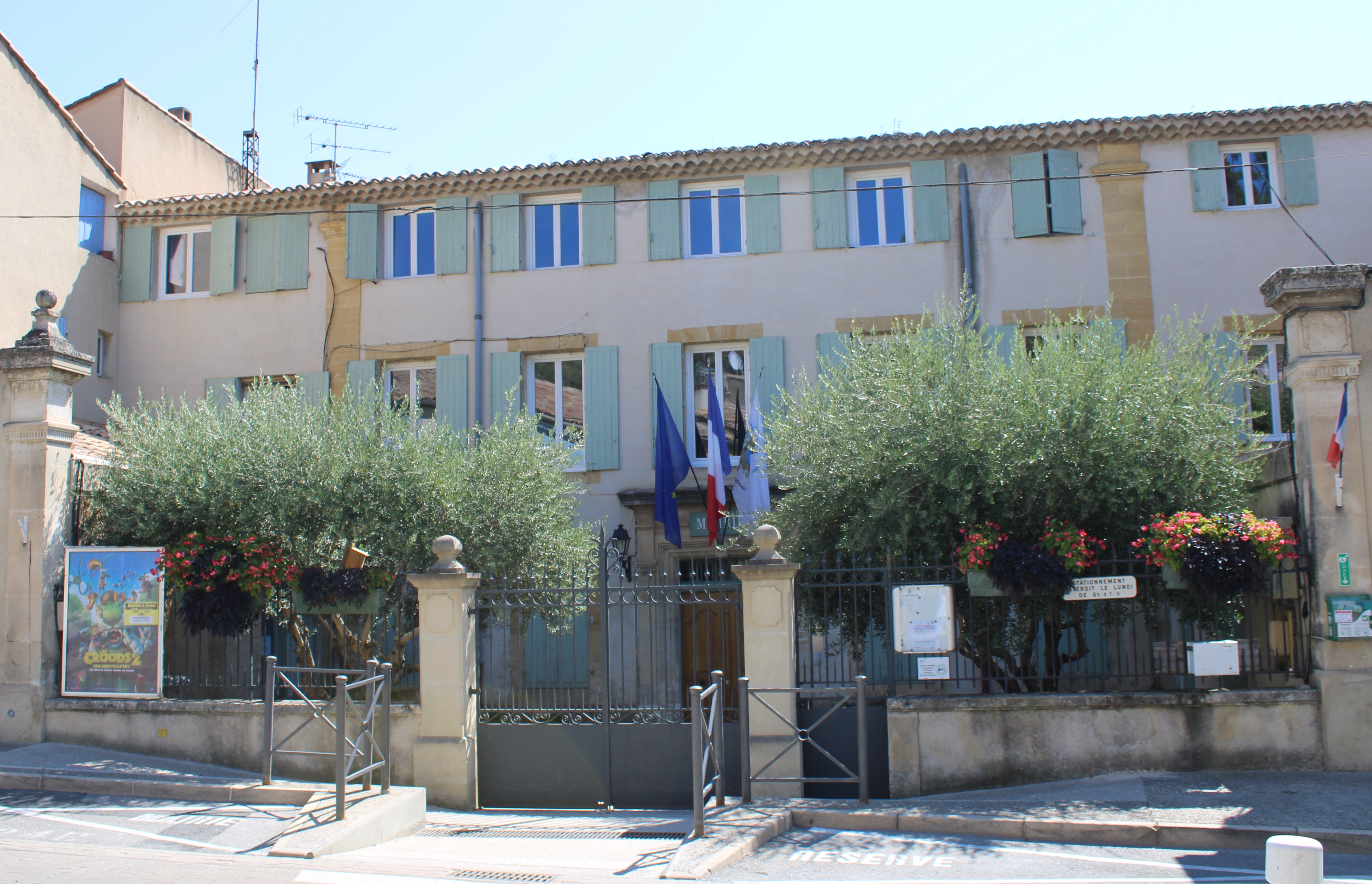
La mairie.

La commune de Cadenet a deux tendances très opposées. Si l'on regarde les chiffres des précédentes élections, on remarque que pour les élections locales, la majorité des suffrages se situe davantage à gauche. Lors des municipales de 2008, comme pour celles de 2001, il s'agit d'une liste DVG qui a remporté les élections. Également, lors des élections cantonales de 2011, la liste DVG l'a emporté largement en récoltant environ 56 % des suffrages au second tour. Pourtant, lors des élections nationales, la tendance s'inverse. Ainsi, depuis 1995 la droite (RPR, UMP ou FN) remporte toujours la majorité de suffrages au premier comme au second tour.

### Liste des maires
Depuis 1871, les maires sont élus par le conseil municipal à la suite de son élection au suffrage universel.

### Instances administratives et juridictionnelles
Cadenet est le chef-lieu du canton de Cadenet qui totalise 17 278 habitants en 2008 pour neuf communes. Le canton fait partie de l'arrondissement d'Apt depuis 1801 (sauf de 1926 à 1933 où ce fut Cavaillon) et de la deuxième circonscription de Vaucluse.
Cadenet fait partie de la juridiction d’instance d’Apt, mais du greffe détaché Pertuis, et de grande instance, de prud’homale, de commerce et d'affaires de Sécurité sociale d’Avignon.
Adhérente de la Communauté de communes des Portes du Luberon, la commune de Cadenet sera rattaché à la Communauté territoriale du Sud Luberon, à partir du 1er janvier 2017.

### Politique environnementale
Deux déchèteries sur la communauté de communes des Portes du Luberon (à Lauris et Vaugines) ainsi que deux points spécialisés (pour les branchages, le site de Puget, et pour les gravats, celui de Puyvert).
Points d’apport volontaire pour le verre, les journaux et les emballages.
La commune, de par la communauté de communes, fait partie du syndicat mixte intercommunautaire pour l'étude, la construction et l'exploitation d'unités de traitement des ordures ménagères de la région de Cavaillon (Sieceutom).
La commune fait partie du syndicat intercommunal à vocations multiples (SIVOM) Durance-Luberon qui est un établissement public de coopération intercommunale (EPCI) qui regroupe 21 communes des 23 communes (Lourmarin et Vaugines n'en font pas partie) des deux cantons de Pertuis et de Cadenet a pour compétence la distribution de l'eau et l'assainissement. Il a été créé en 1989 par transformation du syndicat intercommunal créé en 1946 mais qui n'avait comme compétence que la distribution de l'eau. Il comprend 42 membres (deux par commune). Son président est Maurice Lovisolo (vcie-président du conseil général de Vaucluse). Le prix de l'assainissement est variable dans chaque commune (à cause de la surtaxe communale) alors que celui de l'eau est identique.

### Fiscalité
| Taxe                                                | Part communale | Part intercommunale | Part départementale | Part régionale |
| --------------------------------------------------- | -------------- | ------------------- | ------------------- | -------------- |
| Taxe d'habitation (TH)                              | 12,60 %        | 0,40 %              | 7,55 %              | 0,00 %         |
| Taxe foncière sur les propriétés bâties (TFPB)      | 17,67 %        | 0,51 %              | 10,20 %             | 2,36 %         |
| Taxe foncière sur les propriétés non bâties (TFPNB) | 54,96 %        | 1,58 %              | 28,96 %             | 8,85 %         |
| Taxe professionnelle (TP)                           | 23,27 %*       | 0,83 %              | 13,00 %             | 3,84 %         |

La part régionale de la taxe d'habitation n'est pas applicable.
La taxe professionnelle est remplacée en 2010 par la cotisation foncière des entreprises (CFE) portant sur la valeur locative des biens immobiliers et par la contribution sur la valeur ajoutée des entreprises (CVAE) (les deux formant la contribution économique territoriale (CET) qui est un impôt local instauré par la loi de finances pour 2010).

### Jumelages
- Arcole (Italie), ville de 5 000 habitants de la région de Vénétie.

Le poète et philosophe Tores Albert écrit un poème sur le tambour d'Arcole une copie est offerte au représentant d'Arcole (Italie) lors de la fête du jumelage. La ville de Cadenet a offert une reproduction réduite de la statue du Tambour d'Arcole à Arcole. Elle se trouve dans le Musée Napoléon de la ville.
- Varvari-Myrtia (Grèce).

## Population et société

### Démographie
L'évolution du nombre d'habitants est connue à travers les recensements de la population effectués dans la commune depuis 1793. Pour les communes de moins de 10 000 habitants, une enquête de recensement portant sur toute la population est réalisée tous les cinq ans, les populations de référence des années intermédiaires étant quant à elles estimées par interpolation ou extrapolation. Pour la commune, le premier recensement exhaustif entrant dans le cadre du nouveau dispositif a été réalisé en 2007.

En 2022, la commune comptait 4 327 habitants, en évolution de +3,72 % par rapport à 2016 (Vaucluse : +1,73 %, France hors Mayotte : +2,11 %).
| 1793  | 1800  | 1806  | 1821  | 1831  | 1836  | 1841  | 1846  | 1851  |
| ----- | ----- | ----- | ----- | ----- | ----- | ----- | ----- | ----- |
| 1 983 | 2 051 | 2 447 | 2 417 | 2 595 | 2 598 | 2 441 | 2 491 | 2 616 |

| 1856  | 1861  | 1866  | 1872  | 1876  | 1881  | 1886  | 1891  | 1896  |
| ----- | ----- | ----- | ----- | ----- | ----- | ----- | ----- | ----- |
| 2 661 | 2 737 | 2 675 | 2 598 | 2 773 | 2 564 | 2 534 | 2 511 | 2 522 |

| 1901  | 1906  | 1911  | 1921  | 1926  | 1931  | 1936  | 1946  | 1954  |
| ----- | ----- | ----- | ----- | ----- | ----- | ----- | ----- | ----- |
| 2 688 | 2 658 | 2 703 | 2 027 | 2 054 | 2 032 | 2 029 | 2 020 | 2 140 |

| 1962  | 1968  | 1975  | 1982  | 1990  | 1999  | 2006  | 2007  | 2012  |
| ----- | ----- | ----- | ----- | ----- | ----- | ----- | ----- | ----- |
| 2 409 | 2 401 | 2 483 | 2 640 | 3 232 | 3 883 | 3 950 | 3 963 | 4 134 |

| 2017  | 2022  | - | - | - | - | - | - | - |
| ----- | ----- | - | - | - | - | - | - | - |
| 4 190 | 4 327 | - | - | - | - | - | - | - |

### Culture et éducation
La commune dispose d’une bibliothèque municipale (comprenant plus de 23 000 livres), d’un théâtre de verdure, d’un foyer rural, d’un foyer laïc.
La maison de la petite enfance d'une surface de 602 m2 construite par la communauté de communes des Portes du Luberon a été livrée en février 2008. À l'intérieur on trouve une  crèche de 30 places (gérée par l’association Lou Calinou), d'un relais cantonal assistantes maternelles (RAM), un lieu d'accueil Parents-enfants (LEAP) et de la protection maternelle et infantile (PMI).
La commune possède la maternelle du cèdre, l'école primaire Mélina-Mercouri, le collège Le Luberon, puis le lycée Val-de-Durance à Pertuis (enseignement général) ou lycée Alexandre-Dumas à Cavaillon soit lycée Alphonse-Benoit à L'Isle-sur-la-Sorgue (enseignements techniques).

### Sports
Cadenet possède plusieurs clubs sportifs dont clubs de football, de taekwondo, d’aïkido, d'équitation, de handball, de cyclisme, de tennis, de boxe et de badminton. Le village possède aussi un stade de football, un terrain de basket et équipements divers. Les collines environnantes sont aussi souvent pratiquées par des VTT.

### Santé
La commune dispose de plusieurs médecins généralistes et spécialistes (orthophoniste, kinésithérapeute, pédicure-podologue, psychologue, médecine chinoise, dentistes) et infirmières. Il y a également une pharmacie et un magasin d’optique. L'hôpital le plus proche est à Pertuis.

### Secours
Centre de secours (25 pompiers volontaires dont deux filles, et trois officiers) disposant d'une ambulance de type (VSAV), un fourgon Incendie (FPT), deux camions feux de forêt (CCF), une camionnette toute utilité (CTU), un 4×4 de commandement (VLHR) et une embarcation.
La commune dispose également d'un CCFF (Comité communal des feux de forêt). Les hommes en orange patrouillent, surveillent, interviennent et guident les pompiers sur les feux de forêts.
Cadenet est couverte par la gendarmerie nationale et également par deux policiers municipaux et un agent de surveillance de la voie publique (ASVP).

## Économie

### Agriculture
Comme beaucoup de communes du département, Cadenet vit de l’agriculture et notamment des cultures maraîchères de fraises, asperges, etc. et des vergers, facilitées par un riche sol autour de la Durance et une importante possibilité d'irrigation.
- Vignes

La commune produit des vins AOC côtes-du-luberon. Les vins qui ne sont pas en appellation d'origine contrôlée peuvent revendiquer, après agrément, le label Vin de pays d’Aigues.
- Pomme de terre

En 2008, est créée la confrérie de la pomme de terre de Pertuis. Et le 29 janvier 2010 la pomme de terre de pertuis devient une marque des cantons de Pertuis, Cadenet, Lambesc, Peyrolles.
Appréciée pour sa valeur gustative et sa belle tenue au niveau de la conservation, elle possède une typicité liée au terroir sableux-limoneux très favorable de la plaine de la Durance. Une pomme de terre à chair jaune : les variétés les plus cultivées sont Monalisa et Samba non lavée, ce qui en favorise la conservation cultivée dans la région de Pertuis, Cadenet, Lambesc, Peyrolles et
conditionnée en sacs portant le logo officiel de la Pomme de terre de Pertuis.
La route gourmande de la pomme de terre de Pertuis parcourt tout le bassin de production de la pomme de terre de Pertuis : le pays d'Aix en Provence, le Luberon et la vallée de la Durance.

### Tourisme
Outre l’agriculture, le tourisme a aussi un impact sur l’économie locale et le village dispose d’ailleurs d’un office de tourisme. Les touristes étrangers proviennent principalement des Pays-Bas, de l’Allemagne, de la Belgique et du Royaume-Uni.
Les touristes se rendant sur Cadenet ont plusieurs possibilités de logements : deux hôtels, des chambres d'hôtes labellisées et non labellisées, des gîtes, un camping, etc.
Il se développe de plus en plus un tourisme du vin avec visite de caves et une initiation à la dégustation.
Cadenet fut un centre important de vannerie grâce à la proximité de la Durance dont le lit fut, jusqu’au milieu du XXe siècle, un lieu de récolte de l’osier. Florissante entre 1920 et 1930, la production subit ensuite la concurrence du rotin importé d’Extrême-Orient et dut se diversifier : ustensiles à usage domestique, récipients et objets décoratifs. La dernière usine ferma ses portes en 1978. Il subsiste un Musée de la vannerie.
ZA de la Meilère au sud du village. Artisanat de faïence, grès...

## Culture locale et patrimoine

### Vie locale
Petits commerces sur place (quatre boulangeries, un boucher, une épicerie, etc.), un biomarché, un traiteur, commerces d’équipement de la maison et d’équipement de la personne, deux banques (Caisse d’épargne et Crédit Agricole), assurances, photographes, une librairie etc.
L’origine du marché hebdomadaire, encore en vigueur à Cadenet, remonte à Charles IX qui, par lettre patente donnée à Moulins le 11 septembre 1566, officialisa ce marché le lundi.

### Lieux et monuments

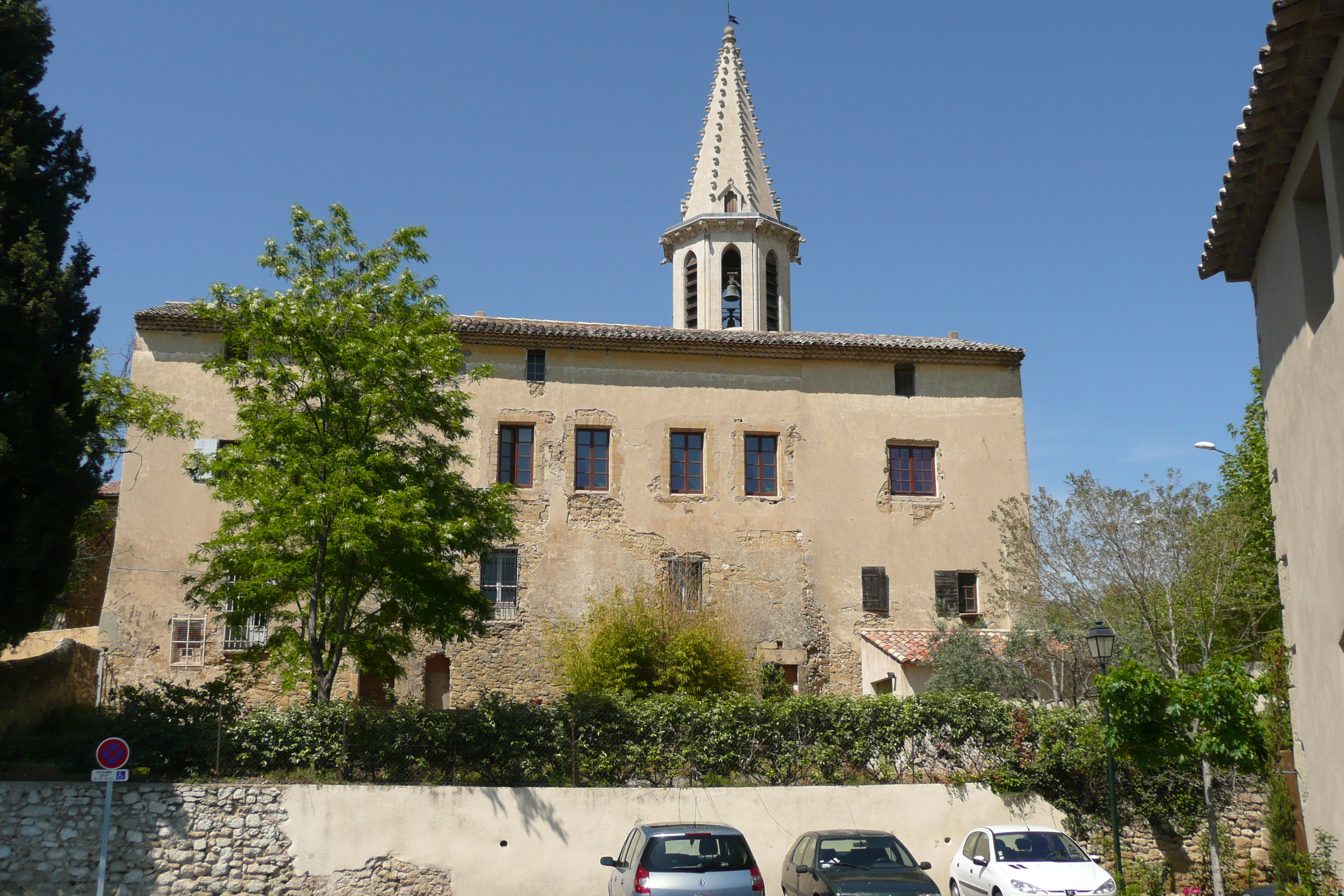
Église Saint-Étienne.
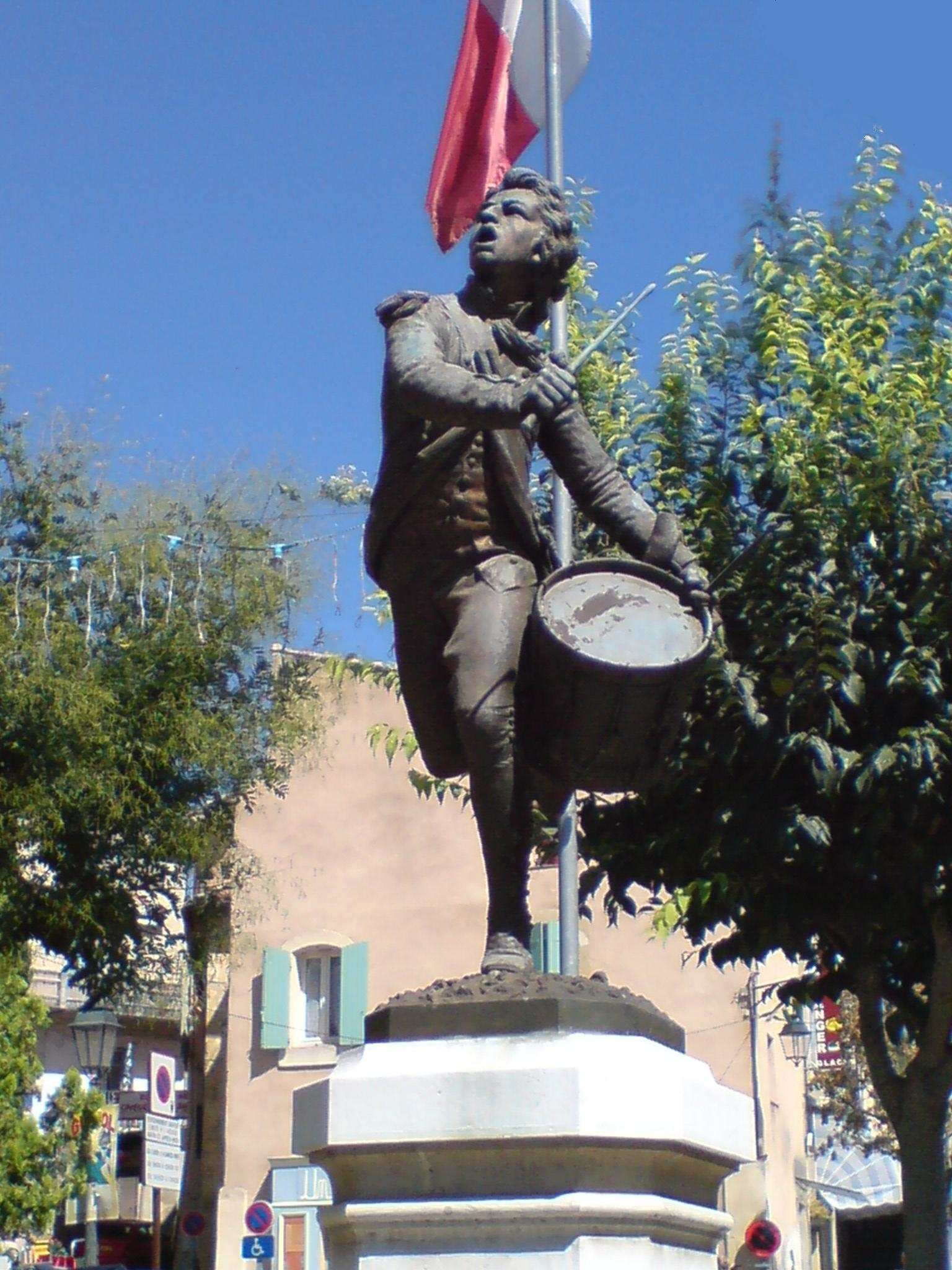
Monument au Tambour d'Arcole.
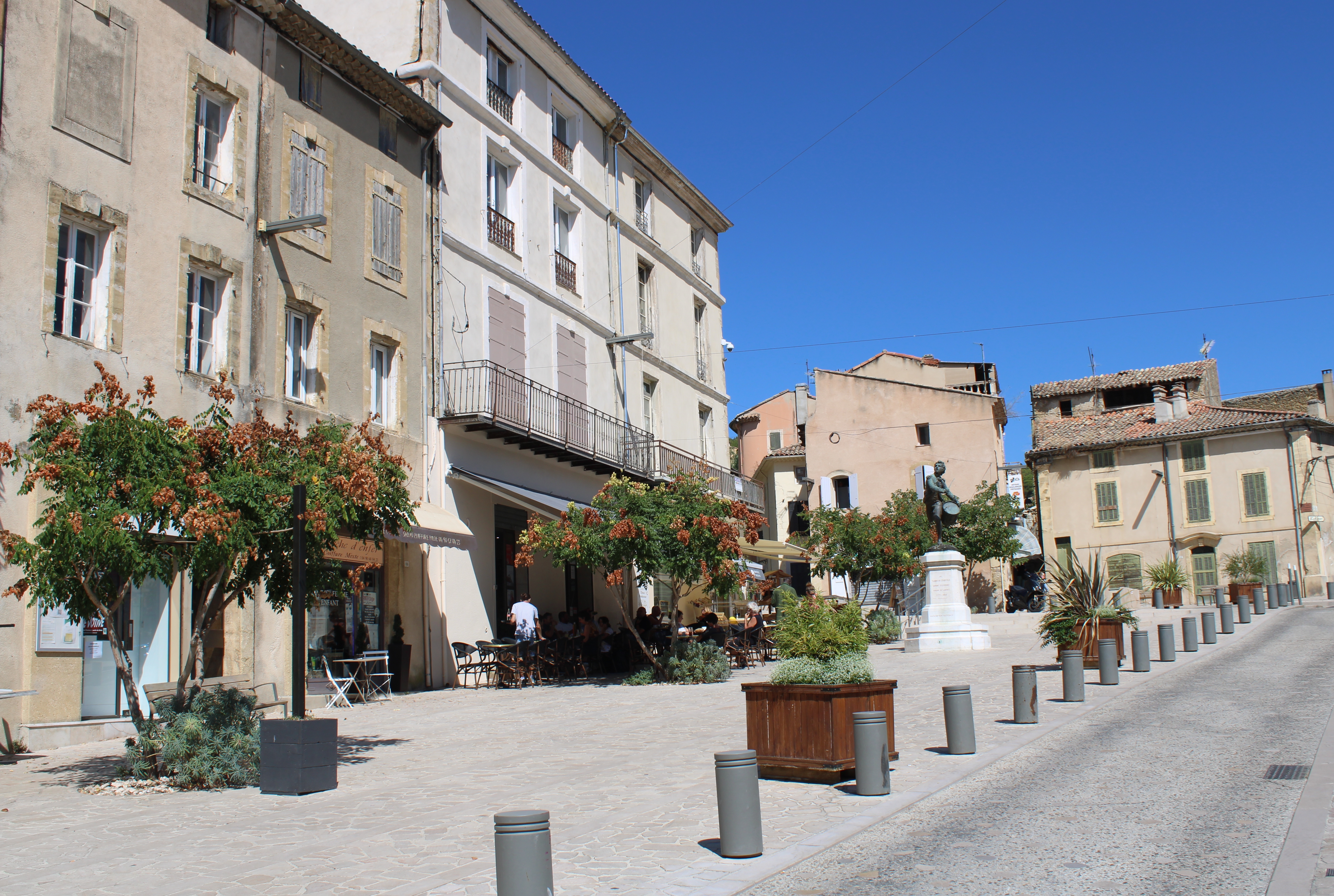
La place du Tambour d'Arcole.
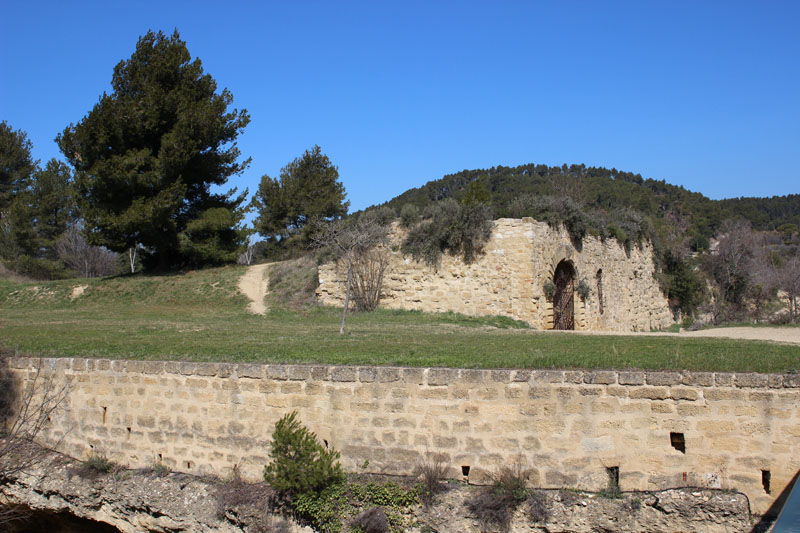
Château de Cadenet.
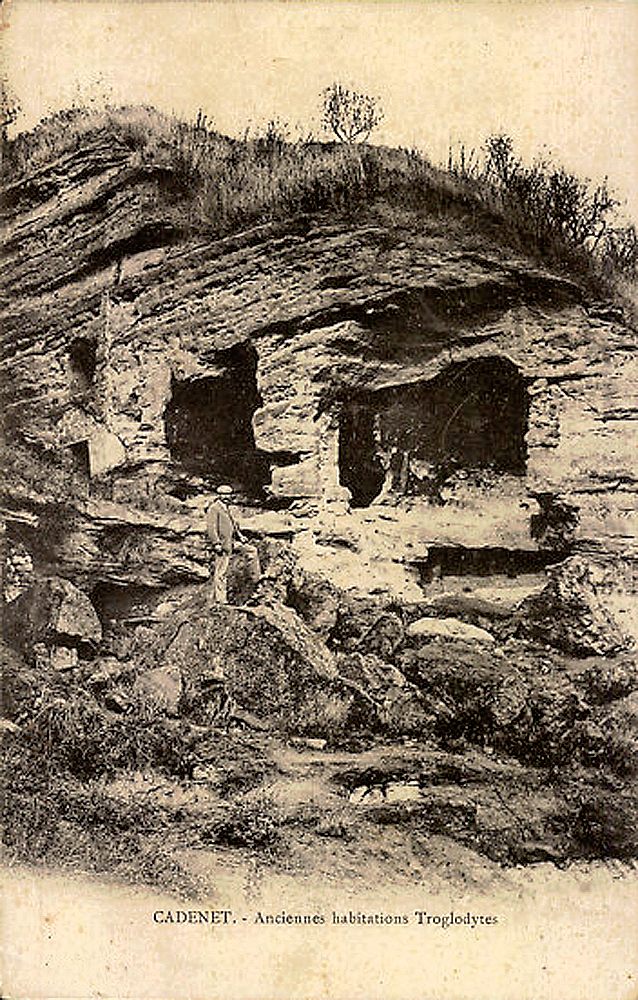
Anciennes habitations troglodytes.

#### Patrimoine religieux
- Église Saint-Étienne de Cadenet construite aux XIIe et XVIe siècles[56],[57], son baptistère taillé dans la moitié d'un sarcophage gallo-romain comportant des scènes bachiques[58],[59] et son orgue de 1839[60]. L'édifice a été classé au titre des monuments historiques en 1990[61].
- Couvent de Dominicains[62].
- Prieuré Saint-Jean-de-Fanabregol[63].
- Chapelles :
  - Chapelle Notre-Dame-des-Anges[64].
  - Chapelle de Pénitents[65] et sa cloche de 1823[66].
  - Chapelle Sainte-Anne[67].
  - Chapelle Sainte-Catherine[68].
  - Chapelle Saint-Césaire, Saint-Maurice[69].

#### Patrimoine civil
- Château en ruine[70].
- Château de Collongue, aujourd’hui propriété de la famille d'Avon de Collongue[71]
- Beffroi de 1879 sur le site du château, qui a remplacé un ancien beffroi roman à trois arches (1500) qui menaçait de s'écrouler sur les habitations en contrebas[72],[73].
- Grenier Public, Hôtel de ville[74].
- Moulin à huile dit Moulin de Sainte-Anne, Hôtel de ville, École[75].
- Façades des XVIIe et XVIIIe siècles.
- Habitations troglodytes sur les hauteurs du village qui furent le refuge de Vaudois au XVIe. Cet habitat troglodyte a été occupé jusqu'en 1960[76],[77],[78],[79],[80],[81].
- Nombreuses fontaines et un lavoirs :

- - Fontaine basse (1535) et lavoir,
  - Haute fontaine (1545) : masques de fonte (bacs à fleurs),
  - Fontaine et lavoir de l'Aube (1740)[82],
  - Fontaine du Marché (1806) : obélisque, quatre dauphins,
  - Fontaine de Lombardie (1806) et lavoir,
  - Fontaine Baude (1806)[83],
  - Fontaine des Héraults (1806) et lavoir (1726),
  - Fontaine aux Pois Chiches (1830),
  - Fontaine de la Placette (1848)[84],
  - Lavoir sous voûte (1850), avenue Gambetta,
  - Fontaine aux Osiers (1860),
  - Fontaine (1937), place de la Mairie,
  - Fontaine du Tambour (1992).

- Monument au Tambour d'Arcole[85], statue en bronze de Jean Barnabé Amy, représentant André Estienne et érigée en 1894.
- Musée de la vannerie avec présentation de créations de vanniers en rotin et osier.
- Pont suspendu construit en 1837[86],[87].
- Hôtel-Dieu[88].
- Monuments commémoratifs :
  - Monument aux Morts dans l'ancien cimetière, Stèles commémoratives 1939-1945, Stèle commémorative de Dien-Bien-Phu[89].
  - Stèles des huit fusillés du chemin des Piles[90].
  - Plaque commémorative de la libération de Cadenet par les soldats américains, inaugurée le 20 août 2012.
  - Monument au Tambour d'Arcole[91],[92],[93].
  - Plaque en provençal à la mémoire de Félicien David, sur sa maison natale au 11 rue Félicien David.

#### Patrimoine industriel et agricole
- Moulin à papier[94].
- Coopérative agricole dite Coopérative Agricole la Cerise[95].
- Musée de la vannerie de Cadenet

### Personnalités liées à la commune
- André Gaya, artiste peintre, maître pastelliste[96],[97]
- Jean-Pierre Le Goff

Nés à Cadenet :
- Marc Antoine Bernard (1755-1794), homme politique, député des Bouches-du-Rhône, guillotiné le 22 janvier 1794 à Paris ;
- Félicien David (1810-1876), musicien et compositeur ;
- Joseph Sec (1715-1794), maître menuisier ;
- André Estienne, « le petit tambour d’Arcole » (1777-1838) dont une statue perpétue la mémoire sur la place Principale ;
- Ellian du Cadenet (1160-1235) ;
- Jean Laugier (1949-) ;
- Pierre Croux, architecte, voyageur, dessinateur et éditeur[98].

Morts à Cadenet :
- Jean-Daniel Pollet (1936-2004), cinéaste ;
- Marc-Antoine Malherbe, célèbre duelliste tué le 13 juillet 1627 ;
- Marie-Madeleine Signouret (1918-1996), ancienne députée de Vaucluse.

### Cinéma
Cadenet a servi de décor à plusieurs tournages de films de cinéma et télévision :
- 1963 : Le Voyage à Biarritz de Gilles Grangier, réalisé en 1962 avec Fernandel et Arletty comme acteurs principaux. On y reconnait plusieurs endroits du village comme la place du Tambour-d'Arcole pour le « café de la Gare », et la place du Chanvre pour la librairie ;
- 1989 : Moitié-Moitié de Paul Boujenah (dans le village) ;
- 2000 : D'un rêve à l'autre d'Alain Berliner (au bar des Amis) ;
- 2008 : Bienvenue chez les Ch'tis de Dany Boon (scènes à l'école, sur le boulevard Liberté) ;
- 2015 : La fin du village, le début de... de Bertrand Delais (documentaire TV sur l'évolution du village au cours des dernières décennies) ;
- 2018 : Crime dans le Luberon d'Éric Duret.